# بيل بيتس
بيل بيتس (بالإنجليزية: Bill Bates)‏ هو لاعب كرة قدم أمريكية ومتحدث تحفيزي أمريكي، ولد في 6 يونيو 1961 في نوكسفيل في الولايات المتحدة.

## وصلات خارجية
- بيل بيتس على موقع مرجع كرة القدم المحترفة.كوم (الإنجليزية)
- بيل بيتس على موقع قاعة كنساس للمشاهير الرياضية (مؤرشف) (الإنجليزية)